# Selbyana
Selbyana es una revista ilustrada con descripciones botánicas que es editada en Estados Unidos. Comenzó su publicación en el año 1975.